# Ihar Basinski
Ihar Michajlavič Basinski (in bielorusso Ігар Міхайлавіч Басінскі?, in russo Игорь Михайлович Басинский?, Igor' Michajlovič Basinskij; Hrodna, 11 aprile 1963) è un ex tiratore a segno bielorusso.

## Palmarès

### Olimpiadi
- 4 medaglie:
  - 2 argenti (Atlanta 1996 nella pistola 50 m.; Sydney 2000 nella pistola 50 m.)
  - 2 bronzi (Seul 1988 nella pistola 50 m. per l'URSS, Sydney 2000 nella pistola 10 m.).